# 野登寺 (亀山市)
野登寺（やとうじ）は、三重県亀山市にある、真言宗御室派の仏教寺院。山号は鶏足山（けいそくざん）。本尊は千手観世音菩薩。

## 歴史
醍醐天皇（在位897年 - 930年）の夢枕に、伊勢国の鶏足山に住むものより、「今この国は、謀反や盗賊の徒が神社仏宇を焼き、略奪をほしいままにし、国乱れ民は困窮にあえいでいる」とのお告げがあったという。早速勅使を使わし確かめさせたところ、鶏足山上の堂宇に、千手観音像が祀られていたという報告を聞き、仙朝上人を遣わし、諸堂宇 伽藍を建立させ、延喜10年（910年）4月7日に完成し、落慶法要を行うと、五穀豊穣となったので、この後4月7日を縁日とし、鶏足山野登寺（上寺）では法要を続けている。
創建当時、醍醐天皇勅願所となり、寺領300貫を受領し寺運は興隆していた。ところが、天正11年（1583年）豊臣秀吉の亀山城、峰城攻めの際、伽藍はことごとく焼き払われ、寺領は没収されている。その後、慶長6年（1601年）関一政より寺領の寄進を受け、堂宇を再建している。
当山下寺（里寺）は、享保2年（1717年）亀山城主板倉重治が、板倉家の祈願所として、上寺に模して建立したという。以後代々の亀山城主は、上寺、下寺への信仰が厚かったという。

## 野登寺（上寺）周辺
下寺より上寺へは約8km、徒歩で約2時間程、車では野登山の麓の道より、NTT専用道路に入り、約20分程で駐車場に着き、徒歩5分程で本堂に着く。駐車場から本堂までの細い道の両側には、杉の大木が立ち並び、木の下には西国三十三所の観音像が、石室に安置され並んでいる。
上寺の本堂、庫裏、鐘楼は、亀山市指定有形文化財（建造物）に指定されており、また野登山周辺のブナ林は、三重県指定天然記念物に指定されている。
平成10年（1998年）9月22日に来襲した台風7号によって、上寺の本堂や鐘楼を杉の大木が直撃し、周辺の山内は倒木が散乱し、壊滅的な被害を受けている。その後、修復実行委員会を設立し、平成15年（2003年）修復されている。

## 文化財

### 亀山市指定有形文化財
江戸時代の作
- （野登寺上寺）本堂、庫裏、鐘楼（3棟）：昭和46年（1971年）3月22日指定[4]。
- 御室御所御用札（1点）：昭和46年（1971年）3月22日指定[4]。

### 三重県指定天然記念物
鈴鹿山脈の海抜700ｍ付近以上は、本来ならブナを主とする落葉広葉樹林地域であるが、大部分がヒノキ、スギの造林地や、アカマツその他の二次林となり、本来の植生状態を残しているのはこの野登山の頂上付近のみである。
- 野登山のブナ林（野登寺上寺周辺）：昭和31年（1956年）12月5日指定。

## 年中行事
- 2月3日：節分星供（下寺）
- 4月7日 - 8日：五穀祭（上寺）
- 8月9日：十日観音（下寺）（上寺より下寺へ変更されている[6]。）
- 8月15日：施餓鬼供養（下寺）
- 12月31日：護摩祈祷（下寺）

## 近隣施設
- 石水渓
- 坂本棚田

## アクセス
- JR東海JR西日本 亀山駅より亀山市自主運行バスで「石水渓口」停留所下車、徒歩で約5分（下寺まで）。
- 東名阪自動車道 亀山インターチェンジより国道1号、三重県道302号亀山停車場石水渓線を経て約12.5 km。